# Остаци касноантичке грађевине, Бабина Лука
Остаци касноантичке грађевине у селу Бабина Лука, на територији града Ваљева представљају непокретно културно добро као споменик културе. Период настанка овог локалитета се процењује на касноантички, односно ранохришћански.

## Опис културног добра
Касноантичка грађевина је величине 22x17 метара и представља вилу рустику са полукружном конхом у табулинуму. Грађевина има пет просторија, чији зидови су, од ломљеног и притесаног камена, исте дебљине, око 60 центиметара. Само у централној просторији и њеном предворју је сачуван малтерни под.

## Историјат
Време постојања ове виле је датовано за крај 3. и почетак 4. века, а према налазима новца може се претпоставити да је њено трајање везано до провале Гота осамдесетих година 4. века. Основно занимање њених становника било је производња хране за војнике утврђења.

## Истраживачки рад
Године 1989. извршена су обимна археолошка истраживања позноантичке грађевине и цркве брвнаре из 18. века. Судећи према налазима новца може се претпоставити да је ова вила запустела и разрушена са провалом Гота у осмој деценији 4. века. Основно занимање њених становника било је производња хране за посаде војних утврђења.

## Локација
Локалитет Црквина у селу Бабина Лука налази се 14 км северно од Ваљева, у долини речице Рабас, на југоисточним падинама влашићког побрђа, благо заталасаних и испресецаних бројним јаругама и потоцима. 

## Значај
Одлука о утврђивању археолошког локалитета под називом Остаци касноантичке грађевине у Бабиној Луци, Решење Завода за заштиту и научно проучавање споменика културе НРС Одлука Скупштина општине Ваљево број 633-12/90-08, „Службени гласник О Ваљево“ број 20/90
Територијално надлежан завод за археолошки локалитет Остаци касноантичке грађевине у Бабиној Луци је Завод за заштиту споменика културе Ваљево.
Број у централном регистру је СК 960 од 10.6.1992. године а СК 1 у ригистру надлежног Завода је 25.3.1992. године.